# 愛宕通福
愛宕通福（おたぎ みちふく、寛永11年（1634年）11月14日 - 元禄12年（1699年）9月8日）は、江戸時代前期の公卿。
中院通純の養子で、愛宕家の始祖。

## 官歴
- 正保4年（1647年）：従五位上
- 慶安4年（1651年）：正五位下
- 明暦元年（1655年）：左少将
- 明暦3年（1657年）：従四位下
- 万治3年（1660年）：従四位上
- 寛文元年（1661年）：左中将
- 寛文4年（1664年）：正四位下
- 寛文8年（1668年）：従三位
- 延宝3年（1675年）：正三位
- 天和元年（1681年）：参議
- 貞享4年（1687年）：権中納言
- 元禄元年（1688年）：踏歌節会外弁
- 元禄7年（1694年）：従二位、権大納言

## 系譜
- 実父： 英彦山座主権僧正・有清（岩倉具堯の子）
- 養父：中院通純
- 子：愛宕通晴